# متروریل

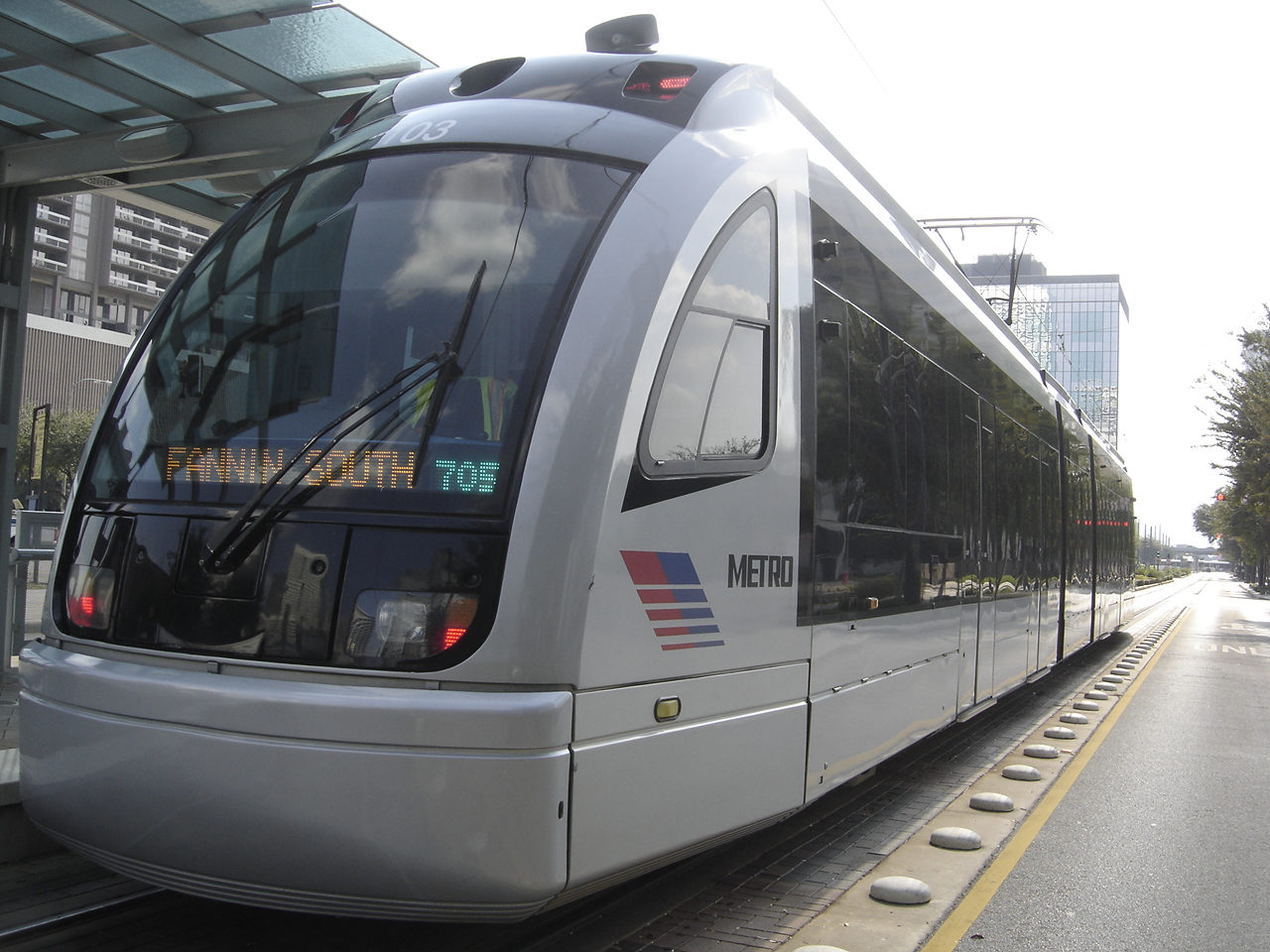
قطار شهری هیوستون در یک ایستگاه.

متروریل (در انگلیسی: METRORail) قطار شهری شهر هیوستون تگزاس است که در سال ۲۰۰۴ میلادی تأسیس گردید.
طول خط این متروی تراموا بیش از ۱۲ کیلومتر بوده که روزانه نزدیک به ۴۰٬۰۰۰ مسافر جابجا می‌کند.
این خط مرکز تجاری شهر هیوستون را به مرکز پزشکی تگزاس متصل می‌کند، و ۱۶ ایستگاه دارد.